# Commophila aeneana
Commophila aeneana är en fjärilsart som beskrevs av Jacob Hübner 1799. Commophila aeneana ingår i släktet Commophila och familjen vecklare. Inga underarter finns listade i Catalogue of Life.